# Кочук, Евгений
Евгений Кочук (рум. Eugeniu Cociuc; род. 11 мая 1993, Кишинёв) — молдавский футболист, полузащитник армянского клуба «Пюник» и сборной Молдавии.

## Клубная карьера
Родился 11 мая 1993 года в Кишинёве.
Занимался футболом в кишинёвской команде «Буюкань». С 14 до 16 лет тренировался в академии тираспольского «Шерифа».
В сезоне 2011/12 стал игроком «Дачии». Первоначально являлся игроком молодёжной команды, выступавшей в Дивизионе «A» (второй по силе лиге страны). Участвовал в Кубке Рэдэуцана 2011 года.
Дебют в основном составе команды в чемпионате Молдавии состоялся 23 мая 2012 года в матче против «Сфынтул Георге» (1:3). Игроком основного состава Кочук стал в сезоне 2013/14, когда главным тренером «Дачии» стал Игорь Негреску, ранее работавший со второй командой. Впервые в еврокубках футболист сыграл 4 июля 2013 года в рамках квалификации Лиги Европы против албанской «Теуты» (1:3). В августе 2015 года он стал капитаном «Дачии». По итогам 2015 года Кочук был назван лучшим полузащитником Молдавии. Вместе с командой дважды завоёвывал серебро молдавского первенства и доходил до финала Кубка Молдавии.
В октябре 2016 года подписал трёхлетний контракт со словацкой «Жилиной». По словам президента «Дачии» Руслана Кмита, Кочук мог уйти в «Жилину» ещё годом ранее, но тогда стороны не согласовали финансовые вопросы. Дебют Кочука в основном составе команды в рамках чемпионата Словакии состоялся 11 декабря 2016 года в матче против «Земплин Михаловце» (7:1). В апреле 2017 года молдавский футболист не играл из-за травмы. По итогам сезона команда стала чемпионом Словакии, а Кочук — первым молдавским футболистом завоевавшим золото словацкого первенства.
Зимой 2018 года на правах полугодичной аренды молдавский полузащитник перешёл в азербайджанский «Сабаил». Летом 2018 года он вернулся в «Жилину». В августе 2018 года Кочук разорвал контракт со словацким клубом и заключил контракт с «Сабаилом». Спустя год он заключил с клубом новое годичное соглашение. В декабре 2019 года получил травму из-за которой не играл около месяца.
В январе 2020 года подписал контракт с бакинским «Сабахом». За фол против соперника в одной из игр чемпионата в феврале 2020 года Кочук был дисквалифицирован на два матча, а клуб был оштрафован на 1300 евро. Включался в символическую сборную 2 и 3 туров чемпионата Азербайджана сезона 2020/21. В конце декабря 2020 года по собственной инициативе разорвал контракт с клубом «Сабах».
С февраля 2021 года — игрок бакинского клуба «Кешля». По итогу сезона команде удалось сохранить прописку в чемпионате Азербайджана.
Летом 2021 года покинул Кочук покинул Азербайджан и вернулся на родину, присоединившись к кишинёвскому «Зимбру». Однако отыграв в чемпионате Молдавии полгода перешёл в армянский «Пюник». Вместе с командой молдавский полузащитник стал чемпионом Армении сезона 2021/22.

## Карьера в сборной
Выступал за молодёжную сборную Молдавии до 21 года. Принимал участие в Кубке Содружества 2012 и 2013 годов.
Впервые в стан национальной сборной страны Кочук был вызван в июне 2015 года. Дебют в футболке сборной Молдавии состоялся 9 июня 2015 года в товарищеской игре против Люксембурга (0:0).
В начале октября 2019 года, после того как тренер сборной Семён Альтман не выпустил его на поле в матче с Исландией, Кочук покинул расположение сборной из-за несправедливой, по его мнению, конкуренции в команде. После увольнения Альтмана в этом же месяце, новый главный тренер Энгин Фырат вновь пригласил полузащитника в стан национальной команды.

## Достижения
«Дачия»
- Серебряный призёр чемпионата Молдавии (2): 2014/15, 2015/16
- Финалист Кубка Молдавии: 2014/15

«Жилина»
- Чемпион Словакии: 2016/17

«Пюник»
- Чемпион Армении: 2021/22